# Chlorissa unilinearia
Chlorissa unilinearia är en fjärilsart som beskrevs av John Henry Leech 1897. Chlorissa unilinearia ingår i släktet Chlorissa och familjen mätare. Inga underarter finns listade i Catalogue of Life.